# فرانکو شیکوگور
فرانکو شیکوگور (انگلیسی: Franko Škugor؛ زادهٔ ۲۰ سپتامبر ۱۹۸۷) یک تنیس‌باز اهل کرواسی است.